# جبهه آزادی‌بخش خلق اسلوونی

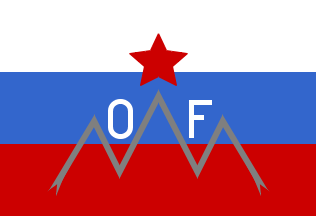
پرچم جبهه آزادیبخش خلق اسلاو کوهی در تریگلاو

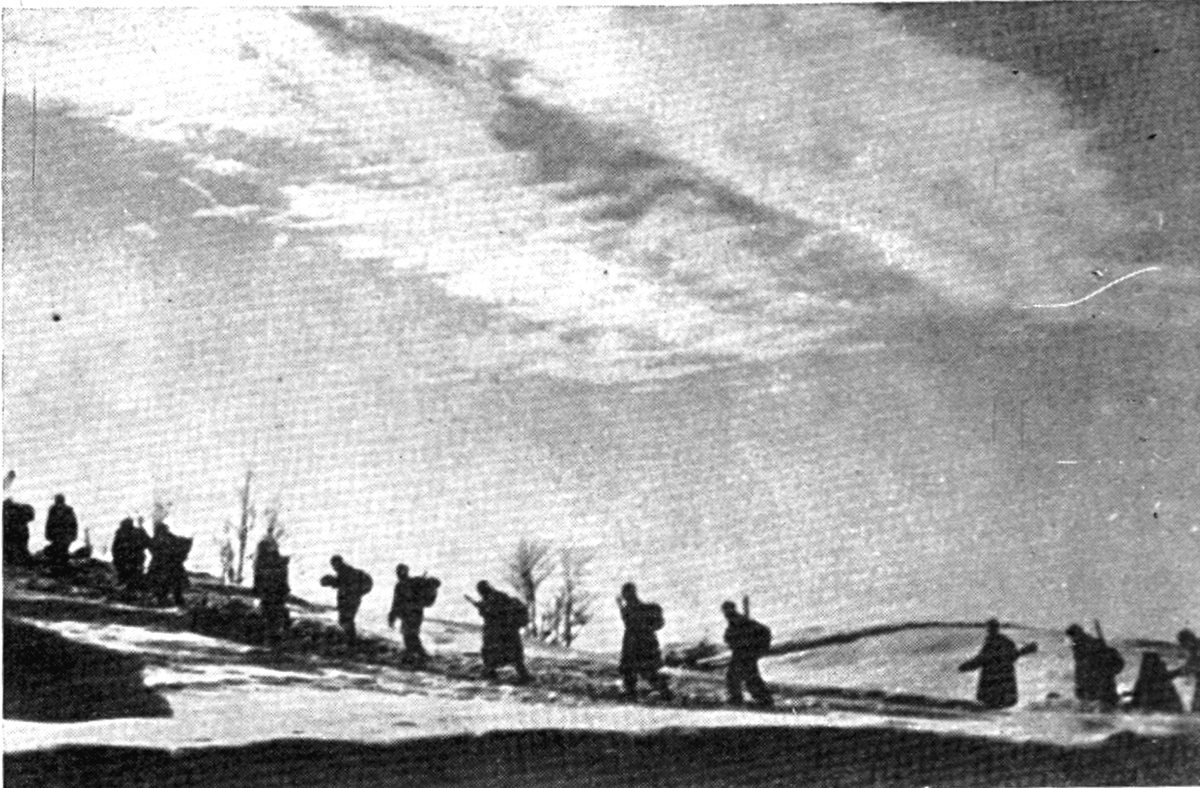
پارتیزان‌های اسلوونی در زمستان ۱۹۴۲.

جبهه آزادیبخش خلق اسلوونی (اسلوونیایی: Osvobodilna fronta slovenskega naroda) یا جبهه آزادیبخش اسلوونی یکی از جنبش‌ها و گروه‌های مقاومت بود که با پیدایش فاشیسم در اروپا علیه آن شکل گرفت و تدریجاً در سراسر کشورهای جهان گسترش پیدا کرد.
جبهه آزادیبخش اسلوونی اصلی‌ترین سازمان سیاسی و مقاومت مردمی علیه فاشیسم است. این سازمان در اثنای جنگ جهانی دوم در سرزمین‌های اسلوونی فعالیت داشت و بازوی نظامی‌اش را پارتیزان‌های اسلوونی تشکیل می‌دادند. این سازمان در ۲۶ آوریل سال ۱۹۴۱ در منزل ژوزف ویدمار ادیب ضد فاشیست تشکیل شد. رهبران این سازمان بوریس کیدریک و ادوارد کاردلی بودند.

## پارتیزان‌های اسلوونی
پارتیزان‌های اسلوونی رزمندگانی بودند که برای مبارزه با اشغالگران نازی در ۲۶ آوریل سال ۱۹۴۱ سازماندهی شدند. آنها نیروی اصلی جبهه آزادیبخش خلق اسلاو را تشکیل می‌دادند.
این پارتیزان‌ها بعنوان بازوی مسلح جبهه آزادیبخش این کشور در ابتدا جنگ چریکی می‌کردند و سپس به یک ارتش تبدیل شدند. آن‌ها در اساس افراد یک قومیت بودند ولی بعداً ساختار آنها شامل گروه‌های مسلح مرتبط با یکدیگر در اسلوونی شد. این دو عامل باعث موفقیت آنها شد. پارتیزان‌های اسلوونی اولین نیروی مسلح این کشور بودند. نماد این نیروی مسلح کلاه تریگلاو بود. برعکس یوگسلاوی که در مناطق آزاد شده اش توسط نظامیان خودگردانی سیاسی برقرار می‌شد، پارتیزان‌های اسلاو تحت فرمان قدرت سیاسی جبهه آزادیبخش بودند. فعالیت‌های اسلوونی در اساس مستقل از پارتیزان‌های ژنرال تیتو در جنوب این کشور بود؛ ولی در سال ۱۹۴۴ پارتیزان‌های ژنرال تیتو با پارتیزان‌های اسلوونی ادغام شدند.

## برنامه عمل
برنامه عمل جبهه آزادیبخش خلق اسلوونی به شرح زیر بود:
- مبارزه مسلحانه
- اسلوونی متحد
- نزدیکی به خلق روس و ادامه روند جنبش در یوگسلاوی
- وفادارای کلیه گروه‌های رزمنده به جبهه آزادیبخش
- پذیرش پیمان آتلانتیک (برنامه عمل آمریکا و انگلستان برای وضعیت بعد از جنگ جهانی دوم)
- رشد گروه‌های پارتیزانی و گروه‌های حفاظت از مردم و به‌کارگیری آنها در مبارزات جبهه آزادیبخش ملی[۱۱]

## وضعیت سیاسی داخلی
اگرچه این جبهه در زمان جنگ از چند گروه چپ مانند سوسیال مسیحی‌ها و ناسیونال دمکرات‌های اسلاو و روشنفکران طرفدار نشریه سودوبنوست (Sodobnost) و لیوبلیانسکی زیون (Ljubljanski zvon) تشکیل شده بود ولی تأثیر حزب کمونیست اسلوونی روی آن بیشتر شد تا اینکه گروه‌های تشکیل دهنده جبهه در تاریخ اول مارس سال ۱۹۴۳ توافقنامه‌ای را امضا کردند که براساس آن این جبهه حق داشت تا حزب سیاسی کمونیست‌ها باشد.
در سوم اکتبر سال ۱۹۴۳ در کنگره‌ای با نام مجمع نمایندگان خلق اسلاو یک شورای ۱۲۰ نفره بعنوان بالاترین مقام دولتی در جنبش ضد فاشیست در جنگ جهانی دوم انتخاب شد. بعد از جنگ جبهه آزادیبخش به ائتلاف سوسیالیست کارگران اسلوونی تغییر نام داد.

## فعالیت سیاسی خارجی
در ۱۹ فوریه سال ۱۹۴۴ شورای ۱۲۰ نفره جبهه آزادیبخش خلق اسلوونی نامش به اس ان او اس (SNOS) تغییر پیدا کرد و خود را بعنوان پارلمان موقت اسلوونی اعلام کرد. یکی از مهم‌ترین تصمیماتی که این کمیته گرفت این بود که بعد از جنگ اسلوونی دولتی در درون فدراسیون یوگسلاوی باشد.
قبل از پایان جنگ در ۵ مه سال ۱۹۴۵ اس ان او اس در شهر آیدوشچینا دولت اسلوونی را به رهبری بوریس کیدریچ (Boris Kidrič) تشکیل داد. جبهه آزادیبخش با تبلیغاتی فشرده و غیرخصمانه اقدام به انتشار بروشورها و بولتن‌هایی کرد که مردم را نسبت به اهداف خود آگاه و آنها را نسبت به ضدیت با نیروهای اشغالگر ترغیب کند. رادیوی این جبهه تنها رادیویی بود که در اروپای اشغال شده وجود داشت. این رادیو از مناطق مختلف اشغال شده برنامه‌هایش را پخش می‌کرد. نیروهای اشغالگر با دیدن آنتن‌ها و گیرنده‌های این رادیو، آنها را مصادره می‌کردند تا مردم را از شنیدن برنامه‌های ضد فاشیستی محروم کنند.